# Exokrine Drüse

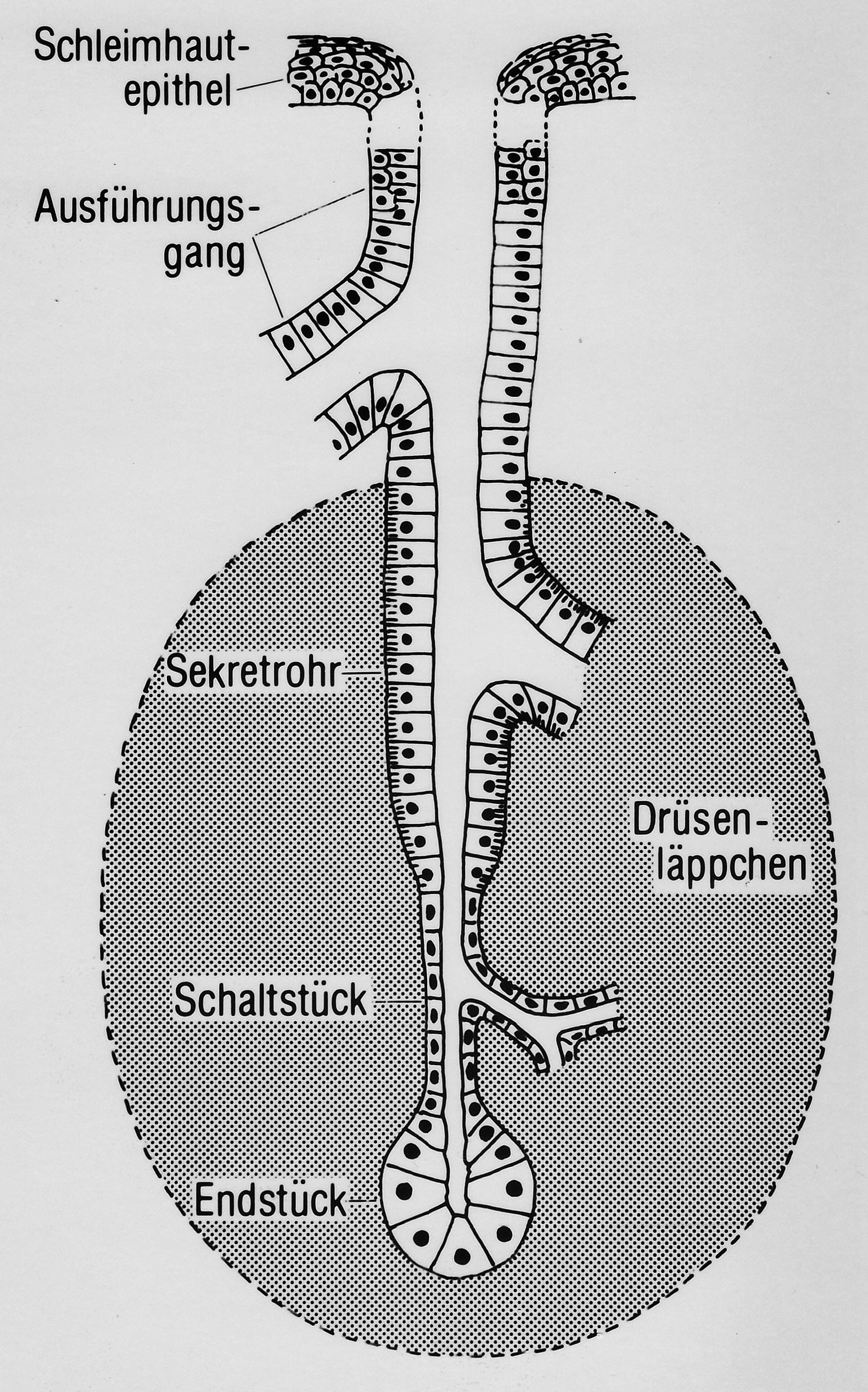
Schema einer exokrinen Drüse

Eine exokrine Drüse (exokrin „nach außen abgebend“) ist eine Drüse, die ihr Sekret über einen Ausführungsgang an eine innere oder äußere Körperoberfläche abgibt.
Als „geschlossene Höhlen mit einem Ausführungsgang“ hatte der italienische Anatom Marcello Malpighi bereits 1686 Drüsen definiert.

## Einteilung

### Nach Lage
- intraepitheliale Drüsen: einzelne oder kleine Gruppen von Zellen, die ins Epithel eingebettet sind. Beispiel hierfür sind die mucinproduzierenden Zellen der Schleimhäute.
- extraepitheliale Drüsen: komplexere Drüsen, die im Bindegewebe unter dem Oberflächenepithel liegen. Sie bestehen aus Sekret produzierenden Endstücken (einschichtiges Epithel), die direkt oder mit einem Ausführungsgang (teilweise mehrschichtiges Epithel) ins Oberflächenepithel münden. In manchen Drüsen verändern die Ausführungsgänge die Zusammensetzung des Primärsekrets zum fertigen Sekundärsekret; ein Beispiel hierfür ist die Ionen-Rückresorption in den Ausführungsgängen menschlicher Schweißdrüsen.

### Nach Form der Endstücke
- tubulös: schlauchförmig; kleines, lichtmikroskopisch noch erkennbares Lumen
- azinös: annähernd kugelförmig; lichtmikroskopisch nicht erkennbares Lumen
- alveolär: bläschenförmig; großes, lichtmikroskopisch gut erkennbares Lumen
- Mischformen: tubuloazinös, tubuloalveolär

### Nach Ausführungsgangsystem
Unter den extraepithelialen Drüsen kommen nur die tubulösen Drüsen auch ohne Ausführungsgang vor. Häufig sind zwischen Endstück und Ausführungsgang noch ein Gang mit flachem Epithel, das Schaltstück, sowie ein Gang mit hochprismatischen Epithel, das Sekretrohr, zwischengeschaltet. Das Sekretrohr ist insbesondere bei den Speicheldrüsen ausgebildet. Aufgrund der basalen Einfaltung der Zellmembran mit reihenförmiger Anordnung der Mitochondrien erscheint es gestreift und wird daher auch als Streifenstück bezeichnet.
- einfach: Eine Drüse heißt einfach, wenn sie keinen oder einen unverzweigten Ausführungsgang besitzt.
  - verzweigt: Als verzweigt werden solche einfachen Drüsen bezeichnet, die mehrere Endstücke enthalten.
- zusammengesetzt: Eine Drüse heißt zusammengesetzt, wenn sie ein verzweigtes Ausführungsgangsystem besitzt.
  - gemischt: Als gemischt werden solche zusammengesetzten Drüsen bezeichnet, die mehrere Typen von Endstücken enthalten.

### Nach Konsistenz des Sekrets
- serös: Seröse Drüsen produzieren dünnflüssiges, oft proteinreiches Sekret und haben in der Regel azinöse Endstücke. (Beispiele: Ohrspeicheldrüse, exokriner Pankreas, Tränendrüse (Glandula lacrimalis))
- mukös: Muköse Drüsen produzieren zähflüssiges, mucinreiches Sekret und haben tubulöse Endstücke. (Beispiele: Drüse am Gebärmutterhals, Brunner-Drüsen des Zwölffingerdarms, Drüsen im Rachenraum und an der Zungenwurzel, Cowpersche Drüse an der Harnröhre männlicher Individuen)
- seromukös oder mukoserös: Seromuköse Drüsen vereinen Eigenschaften seröser und muköser Drüsen und sind gemischte Drüsen. (Beispiele: Unterkiefer- und Unterzungenspeicheldrüse)